# وگنزنس
وگنزنس (به اسپانیایی: Veganzones) یک شهرستان در اسپانیا است که در سگبیا واقع شده‌است.

## خصوصیات
وگنزنس ۲۱ کیلومترمربع مساحت و ۳۰۰ نفر جمعیت دارد.